# 橘芳奈
橘 芳奈（たちばな かんな、1989年5月25日 - ）は日本の女優。山形県出身。

## 人物
特技は歌・ダンス。チアリーダーで全国優勝経験を2回持つ。南陽市のラーメン大使を務める。

## 受賞歴
2019年
映画配役選考オーディション「シネマインソムリエ」第四弾 監督賞受賞（『神の発明。悪魔の発明。』）

## 出演

### 映画
- 口裂け女vsカシマさん2（2018年2月、監督：沖田光） - 羽住百合子 役
- 来る（2018年12月7日公開、監督：中島哲也）
- 神の発明。悪魔の発明。（2019年1月11日、監督：岩崎登） - 相川真琴 役（映画配役選考オーディション『シネマインソムリエ』第四弾 監督賞受賞）[4][5]
- マスカレード・ホテル（2019年1月18日公開、監督：鈴木雅之）- オブジェ作業員 役
- マスカレード・ナイト（2021年9月17日公開、監督：鈴木雅之）- ホテルベルマン 役
- 短編映画「お札」（2021年、監督：中村好伸、Amazon Prime Video）
- ゾン100〜ゾンビになるまでにしたい100のこと〜（2023年8月3日、監督：石田雄介、Netflix）
- 「銀河メゾン102号室」第一章 〜話の〜 主演・林田つづ 役（2024年1月13日 「第8回杉並ヒーロー映画祭」 座・高円寺2 にて上映、監督：後藤みずほ）[6]
- オンデマンド（2026年劇場公開予定） - 岡里結菜 役

### ドラマ
- 特命係長 只野仁 第1話（2017年1月7日、Abema）- 鈴木聖子 役[7]
- 奪い愛、冬 第2話（2017年1月27日、テレビ朝日）[8]
- カルテット 第3話（2017年1月31日、TBS） - 同僚 役[9]
- 女囚セブン 第1話・第2話（2017年4月21日・28日、テレビ朝日） - 女囚 役[10]
- あいの結婚相談所 第1話（2017年7月28日、テレビ朝日） - 会社員 役[11]
- ホリデイラブ 番外編～10年前の2人・井筒夫妻編～（2018年3月11日、Abema）[12]
- おっさんずラブ 第1話（2018年4月21日、テレビ朝日）- 看護師 役[13]
- 家政夫のミタゾノseason3 第2話（2019年4月26日、テレビ朝日） - 女子社員 役[14]
- 破天荒フェニックス 第3夜「風雲飛躍編」（2020年1月5日、テレビ朝日）会社員 役[15]
- 主夫メゾン 第5話（2021年3月19日、TELASA）- ヒモ男の彼女 役[16]
- 29.4 〜ワタシの選択〜 with anan（Abema）[17]
  - #1 恋愛篇（2021年8月21日）- 主演・サヤカ 役
  - #2 仕事篇（2021年8月28日）- 主演・上田ユカ 役
- 和田家の男たち（2021年10月 - 12月、テレビ朝日）- JBNテレビ タイムキーパー役[18]
- 妻、小学生になる。 第9話（2022年3月18日、TBS）- RABBIT FOODS 女子社員 役[19]
- 水曜日のダウンタウン【相方"2度見させ"選手権】錦鯉（2022年6月22日、TBS） - 番組AD 役
- あの界隈を恋愛ドラマにしたら…不覚にもキュンときた 第1話・第10話（2022年7月30日・10月9日、中京テレビ）- 女性、友人 役
- 大奥「8代・徳川吉宗×水野祐之進編」第9回（2023年3月7日、NHK総合）- かよ役
- やわ男とカタ子 第1話 第7話（2023年8月7日・9月18日、テレビ東京）- ブティック店員 役
- 僕の手を売ります 第5話（2023年10月27日、FOD・Amazon Prime Video、監督：冨永昌敬）
- 幽☆遊☆白書 エピソード2（2023年12月14日、Netflix、監督：月川翔）- 団地家族 母親 役
- 僕の手を売ります 第5話（2024年2月14日、フジテレビ ※関東ローカル）
- 世界で一番怖い答え 第7回 〜事故〜（2024年8月12日、フジテレビ）- 田島敦子 役
- しょせん他人事ですから 第5話（2024年8月23日、テレビ東京）- コメンテーター 役
- 聞き耳探偵 金田いち子（2025年3月29日、BS朝日） - 麦島静香 役[20]
- 青が白に溶ける春（2025年4月18日、監督：江藤壮汰、Lemino）- ヒロインの母親 役[21]

### ショートドラマ
- 「SKE48×パートナーエージェント」婚活体験記 VTR（2020年8月）- コンシェルジュ 役
- 私たちの精密学校 第12話 第30話（2024年5月15日、監督：西山将貴、BUMP）- ヒロインの母親 役
- 余命7日の高校生 (2024年9月24日、HA-LUオリジナル長編ショートドラマ、DramaTik）- ヒロインの母親 役[22]
- アルバイトはお嬢様！？ 第17話〜（2024年11月27日、SWIPEDRAMA）- 大宮ゆか子 役[23]
- 平等じゃない 第1話 第2話（2024年12月26日、キットカットTiktokショートドラマ「きっと青春の1ページ」）- 母親 役[24]
- 505の約束 第11話〜（2024年12月27日、SWIPEDRAMA）- 加藤真由 役[25]
- もっと一緒にいたいけど 第1話 第2話（2025年2月3日、ごっこ倶楽部 × テアトルアカデミー Tiktokショートドラマ「キッズアイ」）- 母親 役[26]
- 修学旅行の夜（2025年2月7日、Tiktokショートドラマ「寄り道ドラマ」 ）- 先生 役[27]
- やり直したい。 前編（2025年3月7日、MBS毎日放送Tiktokショートドラマ「大丈夫になりたい。」）- 先生 役[28]
- これより戦うすべての者たちへ 第1話 第2話（2025年3月31日、キットカットTiktokショートドラマ「きっと青春の1ページ」）- 母親 役[29]
- 東京彼女 6月号「推しと結婚！編」4話（2025年6月10日、YouTubeドラマシリーズ）- 記者 役

### バラエティ
- 衝撃のアノ人に会ってみた！ VTR（2020年1月29日、日本テレビ）
- 林修の今でしょ！講座 VTR（2020年6月23日、テレビ朝日）
- どすコイやまがた 南陽場所（2024年11月20日、TUY）- ゲストレポーター[30]

### 舞台
- レビューカンパニー Tokyo ROUGE
  - 2DAYS 本公演「SKY & COLORS～白夜の花火～」（2013年11月、赤坂BLITZ）
  - 2DAYS 本公演「CASINO REVUE」（2015年10月、赤坂BLITZ）
- LIVEDOG GIRLS「レディ・ア・ゴーゴー!!」（2016年12月7日 - 18日、テアトルBONBON、演出：伊勢直弘） - 今井さくら 役[31]
- 劇団ウルトラマンション vol.9「いちについてよーい」（2017年7月20日 - 24日、ワーサルシアター八幡山劇場、演出：安藤亮司） - 持田フサエ 役[32]
- 山口ちはるプロデュース「さよなら光くん、さよなら影さん」（2019年1月18日 - 27日、小劇場楽園、作・演出：倉本朋幸） - キャリー、冬 役[33]
- 劇団ウルトラマンション vol.14「梅雨のむらさき」（2019年5月22日 - 26日)、ワーサルシアター八幡山劇場、原作・脚本：伊藤高史、演出：安藤亮司）- 日向桃子 役[34]
- ブロードウェイ・バウンズプロデュース公演「ララバイ・オブ・70's ～如何わしくて、泣きたくなるほど夢に溢れた時代～」（2019年10月17日 - 27日、池袋シアターグリーンBOX in BOX THEATER） - レンカ 役[35]
- WINTARTS 2nd STAGE「謝罪会見プランナー」（2019年12月26日 - 29日、角座、脚本：石田明、演出：長谷川優貴） - 家城香苗 役[36]
- 壱人前企画vol.13「死ヌ事典 _ars_moriendi」（2020年11月10日 - 15日、中野ザ・ポケット、作・演出：岡本貴也）- 下村綾子 役[37]
- ワタシタチのキョリ（2021年6月3日 - 6日、新宿村LIVE、作・演出：深井邦彦）- 古賀サイカ 役[38]
- Alexandrite Stage「The Great Gatsby In Tokyo」（2022年6月17日 - 21日、三越劇場、作・演出：野口大輔）- アシュリー 役[39]
- さるしばい第12回本公演 「足跡／約束は昔日」（2022年10月6日 - 16日、萬劇場、作・演出：太田勝）- 坂井渚 役[40]
- URAZARU インスパイアシリーズ「下町のショーガール」（2023年6月21日 - 25日、萬劇場、脚本：大和田悟史、演出：太田勝）- みどり 役[41]

### CM
- 極楽湯「お風呂STOMP」（2016年2月）[42]
- やまや「ぐぐっと生」（2017年7月）
- 九州GGC「名水美人 映画試写会」（2017年9月）
- クラシエ「FRISK CLEAN BREATH エキセントリックな課長」（2017年9月）- WEB
- タカミ「加工は正義?」（2018年4月）- WEB [43]
- ゼリア新薬「ヘパリーゼW」歌うサラリーマン 篇（2018年10月）

- テクノプロ・コンストラクション
  - 企業コンセプトムービー（2019年9月）- WEB
  - ICT事業 紹介ムービー（2020年5月）- ナレーション

- リブドゥコーポレーション 果てしなき挑戦 篇（2019年）- WEB
- 森永乳業 「マウントレーニア」ほどいて、すすめ。篇（2020年5月）
- Emot（たびらい × 小田急電鉄）「スマホ一つで気ままに♪ 癒しの箱根女子旅」（2020年）[44]
- 日本マスク「Ease Mask ZERO」（2021年8月)
- エステティックTBC 「MEN'S TBC」エステティシャン 篇（2021年11月）
- UR賃貸住宅 ダンス 篇（2021年12月)
- 江崎グリコ 「Bifixヨーグルト」タンサでカラダ軽やかに 篇（2022年7月）- WEB
- NHKラジオ 100年PRスポット「Sha la laラジオ」（2024年6月）
- 全力坂 池田模範堂「オデキュアEX」（2024年8月19日、テレビ朝日）- インフォマーシャル
- 加登TOKYO（2024年9月）
- ゴーちゃん。Lab. 「マネーフォワードクラウド」（2024年12月15日、テレビ朝日）- インフォマーシャル

### 雑誌
- 晋遊舎「LDK the Beauty」9月号（2021年7月）
- 晋遊舎「ずぼらダイエット the BEST 2022」（2022年5月）
- 晋遊舎「LDK」６月号（2023年4月）
- 晋遊舎「LDK」2024年１月号（2023年11月）
- 晋遊舎「LDK」６月号（2024年4月）

### ラジオ番組
- ラジオモンスター「ウガンダのそうおっしゃるラジオ」（2015年8月・2017年1月）
- エフエム山形「スタートアップ」（2017年2月）
- エフエム山形「さん tive!」（2017年3月、2週連続）
- エフエムNCVおきたまGO「加藤マチャアキの金曜日はラジオでshow!」（2017年7月）

### ラジオドラマ
- ニッポン放送 シャルル オーディオドラマ「とてもいい世界の終わり」第2話 第3話 - ハルカ役（2023年5月29日）[45][46][47]

### その他
- セブンプラザ
  - 夏セール イメージモデル（2016年6月）
  - 初売りアンド冬セール イメージモデル（2017年1月）
- 南陽市役所ラーメン課「ラーメン大使」就任（2017年4月20日 - )[48]
- 原宿警察署 一日交通安全アドバイザー（2022年4月3日）[49]
- 映画配信サイト「あしたのSHOW」（2022年12月1日）メインMC
- 産経新聞社 「夕刊フジ」公式Twitter 紙面PR （2022年12月7日 - 2025年1月31日）[50]
- 山形新聞社 主催「YAMAGATA Youth Summit 2024」南陽市 パネリスト（2024年10月22日）[3]